# Wydział Budownictwa i Architektury Politechniki Świętokrzyskiej
Wydział Budownictwa i Architektury Politechniki Świętokrzyskiej – jeden z pięciu wydziałów Politechniki Świętokrzyskiej.

## Kierunki kształcenia
Dostępne kierunki:
- Architektura (studia I i II stopnia)
- Budownictwo (studia I i II stopnia)

Wydział posiada także uprawnienia do nadawania stopni: doktora oraz doktora habilitowanego w dziedzinie nauk inżynieryjno-technicznych w dyscyplinie inżynieria lądowa i transport.

## Władze Wydziału
W kadencji 2020–2024:
| Stanowisko                             | Imię i nazwisko                                |
| -------------------------------------- | ---------------------------------------------- |
| Dziekan                                | prof. dr hab. inż. Grzegorz Świt               |
| Prodziekan ds. Studenckich i Dydaktyki | dr hab. inż. Justyna Zapała-Sławeta, prof. PŚk |
| Prodziekan ds. Studenckich i Dydaktyki | dr inż. Małgorzata Linek                       |

## Struktura organizacyjna
| Katedra                                                         | Kierownik                                             |
| --------------------------------------------------------------- | ----------------------------------------------------- |
| Katedra Inżynierii Komunikacyjnej                               | prof. dr hab. inż. Marek Iwański                      |
| Katedra Konserwacji Zabytków Architektury i Urbanistyki         | dr hab. inż. arch. Dariusz Piotrowicz, prof. PŚk      |
| Katedra Technologii i Organizacji Budownictwa                   | prof. dr hab. inż. Jerzy Wawrzeńczyk                  |
| Katedra Teorii Konstrukcji i BIM                                | prof. dr hab. inż. Paweł Kossakowski                  |
| Katedra Teorii i Projektowania Architektoniczno-Urbanistycznego | dr hab. inż. arch. Joanna Gil-Mastalerczyk, prof. PŚk |
| Katedra Wytrzymałości Materiałów i Konstrukcji Budowlanych      | prof. dr hab. inż. Grzegorz Świt                      |